# Північний схід штату Пара (мезорегіон)
Північний схід штату Пара (порт. Mesorregião do Nordeste Paraense) — адміністративно-статистичний мезорегіон в Бразилії, входить в штат Пара. Населення становить 1664 тис. чоловік на 2006 рік. Займає площу 83 074,047 км². Густота населення — 20 чол./км².

## Склад мезорегіону
В мезорегіон входять наступні мікрорегіони:
1. Брагантіна
2. Камета
3. Томе-Асу
4. Гуама
5. Салгаду

| Бразилія | Це незавершена стаття з географії Бразилії. Ви можете допомогти проєкту, виправивши або дописавши її. |